# Элмвуд (тауншип, Миннесота)
Элмвуд (англ. Elmwood) — тауншип в округе Клей, Миннесота, США. На 2000 год его население составило 371 человек.

## География
По данным Бюро переписи населения США площадь тауншипа составляет 92,4 км², из которых 92,4 км² занимает суша, водоёмов нет.

## Демография
По данным переписи населения 2000 года здесь находились 371 человек, 135 домохозяйств и 115 семей.  Плотность населения —  4,0 чел./км².  На территории тауншипа расположено 147 построек со средней плотностью 1,6 построек на один квадратный километр. Расовый состав населения: 97,57 % белых, 0,27 % азиатов, 0,54 % — других рас США и 1,62 % приходится на две или более других рас. Испанцы или латиноамериканцы любой расы составляли 2,16 % от популяции тауншипа.
Из 135 домохозяйств в 36,3 % воспитывались дети до 18 лет, в 77,0 % проживали супружеские пары, в 5,2 % проживали незамужние женщины и в 14,8 % домохозяйств проживали несемейные люди. 12,6 % домохозяйств состояли из одного человека, при том 3,7 % из — одиноких пожилых людей старше 65 лет. Средний размер домохозяйства — 2,75, а семьи — 3,00 человека.
26,7 % населения — младше 18 лет, 4,9 % — в возрасте от 18 до 24 лет, 27,5 % — от 25 до 44, 28,0 % — от 45 до 64, и 12,9 % — старше 65 лет. Средний возраст — 39 лет. На каждые 100 женщин приходилось 105,0 мужчин.  На каждые 100 женщин старше 18 приходилось 112,5 мужчин.
Средний годовой доход домохозяйства составлял 58 929 долларов, а средний годовой доход семьи —  60 000 долларов. Средний доход мужчин —  37 500  долларов, в то время как у женщин — 20 208. Доход на душу населения составил 19 666 долларов. За чертой бедности находились _ семей и _ всего населения тауншипа, из которых _ — люди моложе 18 и старше 65 лет.